# Sant Joan Evangelista de Vilanova de la Ribera

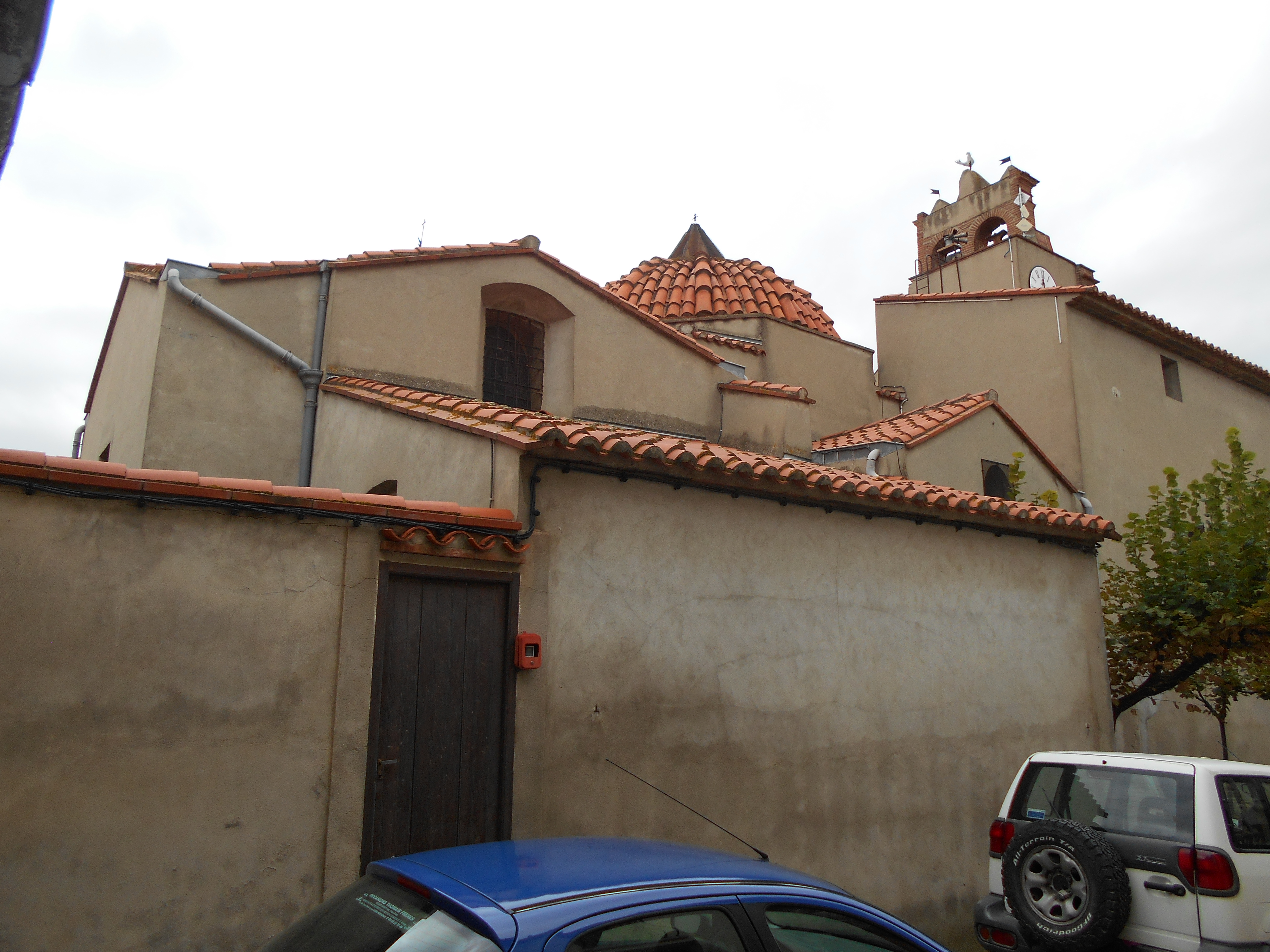
Façana nord de l'església

Sant Joan Evangelista de Vilanova de la Ribera és l'església parroquial de la comuna rossellonesa de Vilanova de la Ribera, a la Catalunya Nord.
Està situada al bell mig de la cellera primigènia de la població.
Esmentada des del 996, l'església fou construïda de bell nou el segle xvii, sense que es conservi res de l'església primitiva, presumiblement romànica. Conserva a l'interior dos retaules barrocs del xvii, obra de Llàtzer Tremulles el Vell